# NRK3
NRK3 è una rete televisiva norvegese della NRK rivolta ad adolescenti e giovani adulti. È stata lanciata il 3 settembre 2007.
NRK3 inizia a trasmettere dalle 19:30. La sua programmazione è composta da serie britanniche e americane come Sugar Rush, Heroes, Squadra emergenza, The Daily Show, True Blood, Top Gear e Primeval, nonché format locali come Topp 20 e Det beste fra Åpen Post.
NRK3 condivide la sua frequenza con NRK Super, rete televisiva per bambini lanciata il 1º dicembre 2007 e che trasmette dalle 7 alle 19.